# Labeo chariensis
Labeo chariensis är en fiskart som beskrevs av Jacques Pellegrin 1904. Labeo chariensis ingår i släktet Labeo och familjen karpfiskar. IUCN kategoriserar arten globalt som livskraftig. Inga underarter finns listade i Catalogue of Life.